# Gene Rizak
Eugene Rizak, detto Gene (Windsor, 27 agosto 1938 – Moose Jaw, 27 febbraio 2020), è stato un cestista e allenatore di pallacanestro canadese.

## Carriera
Con il Canada ha disputato i Giochi panamericani di Winnipeg 1967.